# Gli anormali
Gli anormali. Corso al Collège de France (1974-1975) raccoglie in volume la trascrizione del corso tenuto da Michel Foucault presso il Collège de France a Parigi dal gennaio al marzo 1975.
Il corso si teneva ogni mercoledì, con un pubblico molto numeroso, al quale dedicava a fine lezione – seppur meno di quanto desiderasse – del tempo per rispondere alle domande.

## Tematiche principali
Gli anormali appartiene ad un ciclo che unisce i primi sei corsi tenuti da Foucault al Collège de France, dal 1970 sino al 1976, incentrati sulla formazione dei sistemi di potere nell'età moderna, sistemi di potere il cui strumento non sarebbero tanto leggi esplicite e imposizioni coercitive, ma piuttosto l'instaurarsi graduale e non immediatamente trasparente di meccanismi disciplinari profondamente inscritti nel corpo sociale e nei corpi individuali. Oltre la legge, dunque, e alla sua base, sta la norma, e il suo inevitabile correlato, l'anormale, colui che sfugge al potere disciplinare della società e al cui interno deve essere ricondotto.
Foucault si pone come obiettivo di rintracciare gli antecedenti e i predecessori storici di quello che, alla fine del XIX secolo sarà definito come l'"anormale". Alla sua origine individua tre figure, dapprima separate e poi via via convergenti:
- il mostro umano
- l'individuo da correggere
- il bambino (o adolescente) masturbatore

Mentre la prima e la terza figura godono di analisi approfondite e accurate, supportate da una notevole quantità di documentazione, alla seconda, per questioni di tempo e spazio, vengono riservati unicamente brevi accenni.

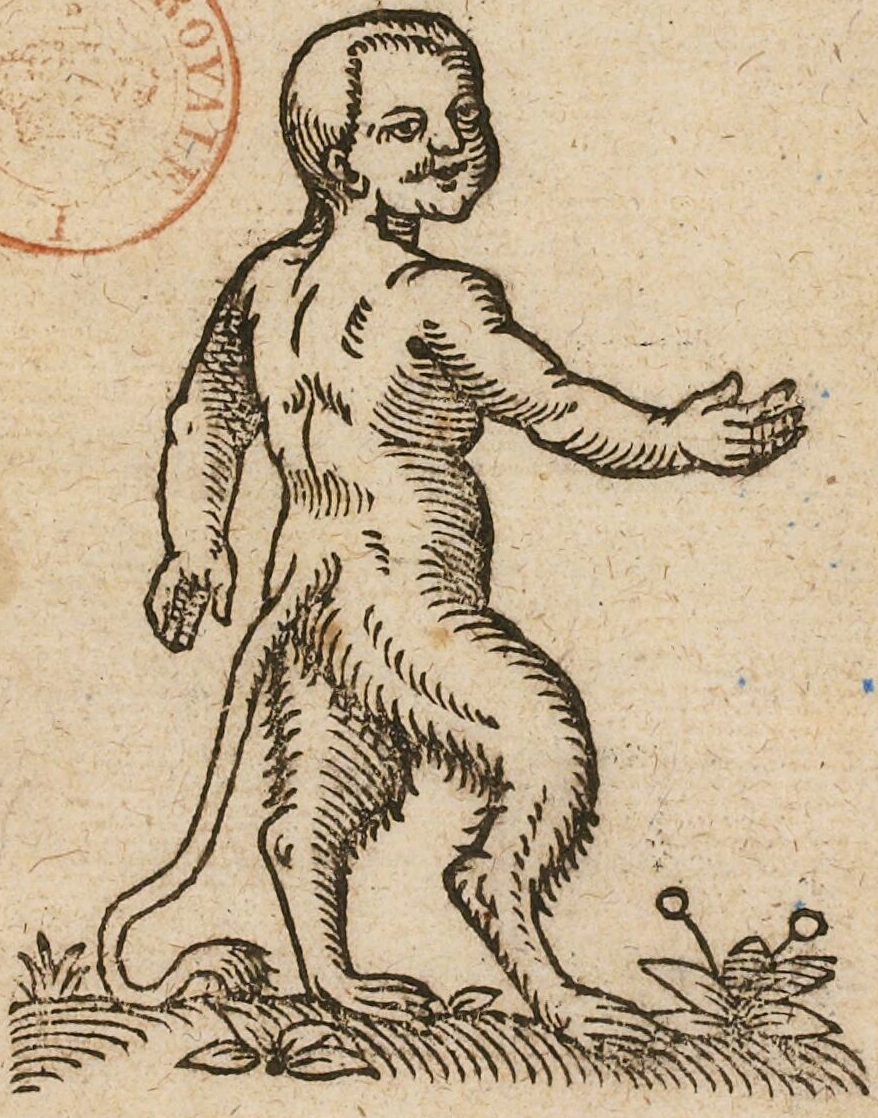
Esempio di rappresentazione di "mostro umano", individuo umano ma con delle caratteristiche fisionomiche atipiche, talvolta caricaturate

Riguardo al "mostro umano", Foucault mostra come tale figura sia quella in grado di mettere in scacco e rivelare la provvisorietà e la relatività delle leggi di natura e del diritto. Sino all'inizio dell'età moderna e per diversi secoli oltre, il mostro umano è l'individuo nato deforme, che mette in questione le distinzioni tra regno umano e animale, o tra generi sessuali (viene citato come esempio la condanna a morte dell'ermafrodita); successivamente, nell'età moderna, il mostro umano è quel criminale folle che arriva a mettere in crisi un sistema legale secondo cui il folle non può essere punito: l'assassino privo di motivazioni e tuttavia lucido pone un problema insolubile all'apparato giudiziario e a quello psichiatrico.
Riguardo all'individuo da correggere, l'autore evidenzia come nel tempo l'individuazione della fonte delle colpe si sia spostata dall'individuo, inteso come unicum corpo e mente, alla colpevolizzazione del solo corpo, posseduto incolpevolmente dal demonio e poi semplicemente deviato sin dall'infanzia dalla masturbazione intesa come malattia da medicalizzare. All'evoluzione del problema, consegue la pratica della pastorale come tecnica di direzione delle coscienze, avviata nel XVI secolo e affinata dal cardinale Carlo Borromeo, la sacralizzazione della penitenza ed infine la ridefinizione della pratica della Confessione con Alfonso Maria de Liguori dalla fine del XVIII secolo.
Riguardo al "bambino masturbatore", Foucault individua la sua nascita col passaggio dalla famiglia allargata dei primi secoli dell'età moderna a quella nucleare, in cui si crea un legame strettissimo tra genitori e figli; la società delega ai primi un controllo totale sulla sessualità dei secondi, per via del fatto che il sapere medico aveva, a proposito della masturbazione, diffuso la teoria che essa sarebbe il contenitore potenziale di qualsiasi malattia, e per questa ragione i genitori avrebbero dovuto occuparsi e sorvegliare i loro figli per verificare che non commettessero questo orribile crimine contro loro stessi.
Da qui Foucault lancia l'ipotesi della ragione per cui il complesso di Edipo diventa così importante nella vita di ogni ragazzino: proprio per il fatto che l'ambiguità della vicinanza di questo genitore che non dice al figlio la ragione del perché lo sta ad osservare continuamente, e perché non gli leva gli occhi di dosso un momento, e perché si corica con lui nel suo letto. In contraccambio di questa sorveglianza/possessione da parte dei corpi dei figli, lo Stato, si impossessa di loro come forza lavoro e forza bellica. In tal senso la famiglia sarebbe l'ultimo anello di una catena storica che riproduce in sé dispositivi e istanze di controllo che si possono configurare come quelle risalenti al potere sovrano, ormai completamente soppiantato dalle istanze disciplinari, che saranno garantite appunto da questo piccolo isolotto di potere sovrano della famiglia che, incoraggiata dalle istituzioni a fare tutto il possibile per il governo della casa già presenti, servirà da relais tra i diversi dispositivi disciplinari derivati a loro volte dalle tecniche di confessione e direzione di coscienza, cioè di controllo totale della carne, volte a obbligare il soggetto a generare dei discorsi veri, delle confessioni che hanno il compito di estrarre dall'uomo la verità sulla sua sessualità, al fine di costituirsi come detentore del sapere stesso.
Gran parte delle questioni che Foucault affronta ne Gli anormali, tornano in seguito, anche se in forma ridotta e concisa, ne La volontà di sapere, volume pubblicato nel 1976.

### Controllo e punizione: dal principio di atrocità a quello dell'interesse-ragione e i modelli di esclusione-inclusione

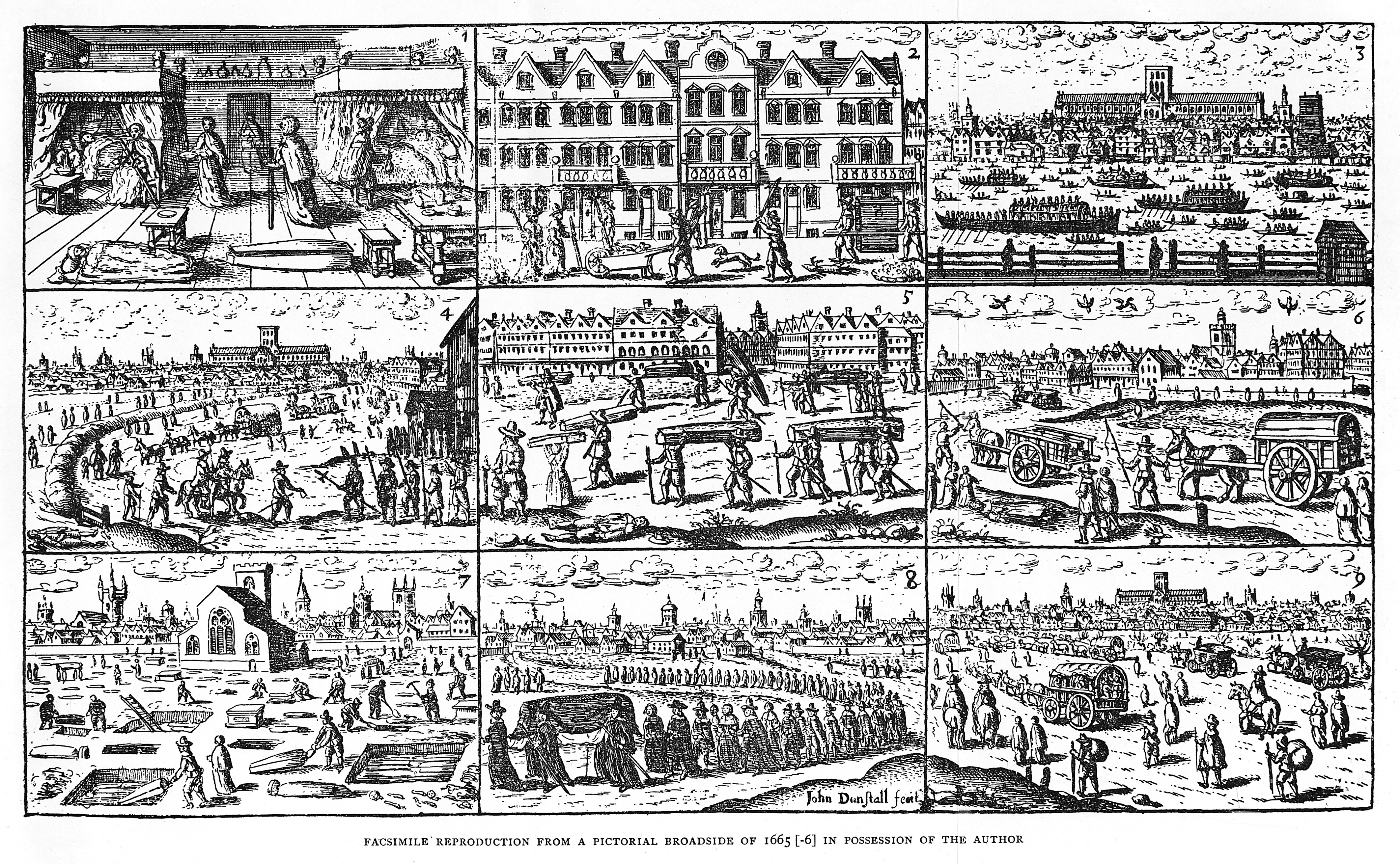
Rappresentazione pittorica dell'ordinata gestione della peste del 1665 a Londra

L'autore rileva ed evidenzia come nel XVIII secolo sia avvenuta una trasformazione della relazione causa-conseguenza tra aberrazione naturale dell'individuo e crimine, che è consistita nel passare dalla credenza che la deformazione naturale fosse una colpa causata da comportamenti immorali precedenti, all'inversa credenza che comportamenti criminali e immorali siano frutto di una preesistente aberrazione naturale dell'individuo che li ha commessi. Questa trasformazione, secondo l'argomentazione di Foucault, è dovuta alla diversa necessità del sistema di potere che in quei secoli è transitato dal sistema della monarchia assoluta feudale, che prevedeva punizioni vendicative, esemplari e sovradimensionate all'entità del crimine (principio dell'atrocità), al sistema proposto in età moderna dalle monarchie amministrative e con la rivoluzione borghese tramite il nascere delle tecnologie positive di potere che mirano all'efficienza economica facendo uso di un sistema di controllo capillare che si avvantaggia maggiormente della presenza di punizioni ben commisurate alla ragione che ha causato il crimine, al fine di impedire che - nota la conseguente punizione - questa si riproponga come conveniente (principio dell'interesse-ragione), così da correggere gli individui anormali per poterli reintegrare nella società a favore della continuità della produzione economica utile al sistema di potere.
La stessa trasformazione può essere evidenziata anche da un altro binomio, quello che si può osservare confrontando il modello di trattamento riservato ai lebbrosi fino ad epoca feudale (la malattia è diffusa in Europa fino al XV secolo), con quello invece riservato agli appestati nei secoli successivi delle grandi epidemie di peste: i primi venivano espulsi dalla società per purificarla ed evitare che questa ne venisse danneggiata, i secondi invece venivano isolati all'interno, controllati minuziosamente e poi resi partecipi del ritorno dello stato di normalità della produzione economica utile al sistema di potere. Foucault sostiene che il modello di esclusione del lebbroso e quello di inclusione dell'appestato siano i principali modelli dell'Occidente per quanto riguarda il controllo degli individui.

### Dal mostro all'anormale, dalla stregoneria alla possessione

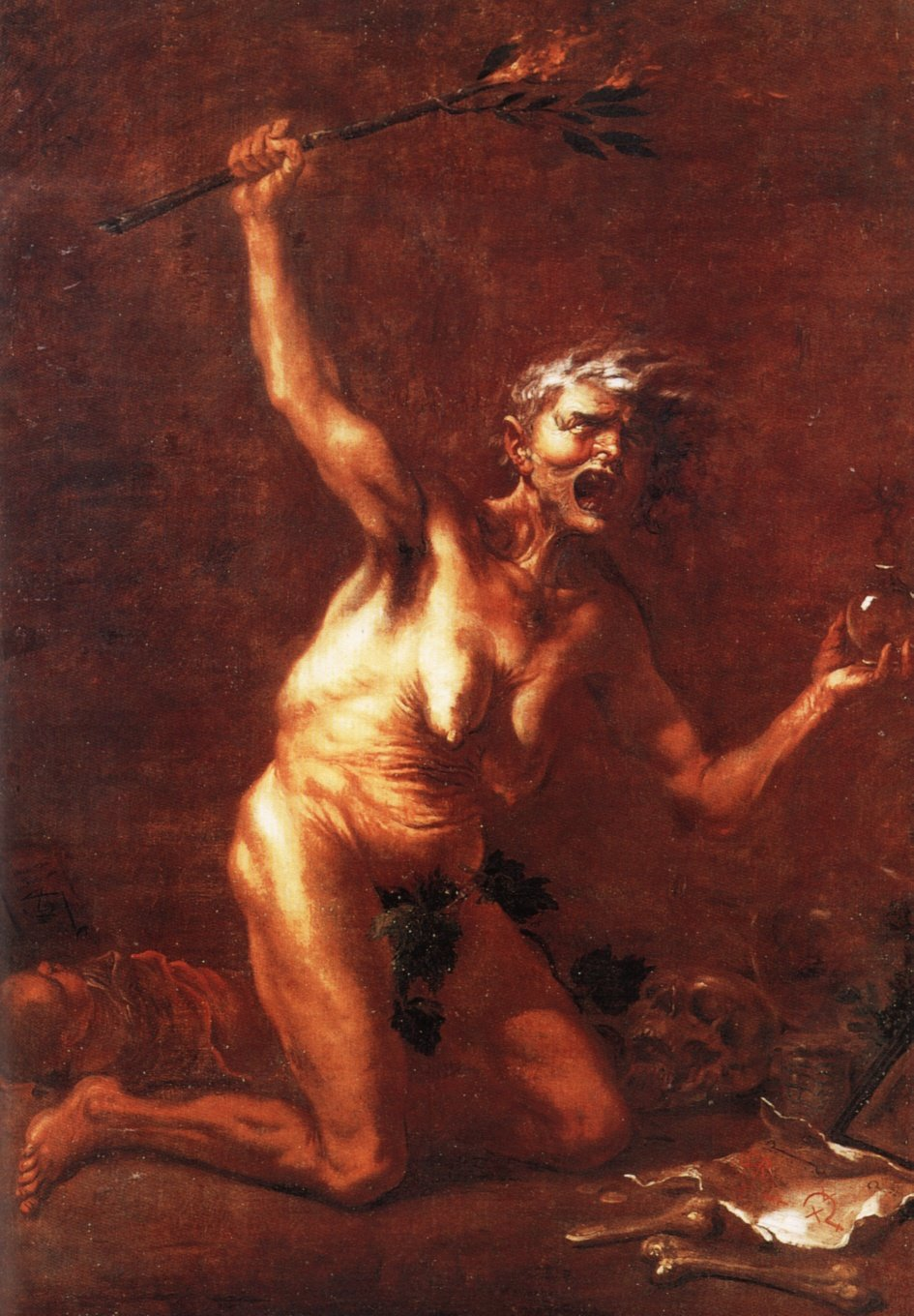
La raffigurazione di una strega eseguita da Salvator Rosa, 1640-1649

Prima di transitare ai successivi aspetti di controllo e sorveglianza, nelle lezioni viene descritto come l'evoluzione del controllo della devianza e degli individui in generale sia passato durante la seconda metà del secondo millennio dalla lotta contro gli individui colpevoli di stregoneria, di aver stretto un patto col diavolo, alla gestione del fenomeno della possessione che colpiva individui incolpevoli.
Nell'analisi dell'autore, la pratica della confessione, nella modalità "esaustiva" che mirava all'interrogazione di tutte le forme di peccato per categorizzarla come azione volontaria o meno, legata al piacere o meno, così da graduare una forma di penitenza da comminare, fu una risposta al fenomeni della possessione. In seguito, tuttavia, si ritenne necessario moderare gli aspetti induttivi di questa pratica, che poteva amplificare il fenomeno, dato che il penitente incolpevole poteva provare piacere a proseguire gli atti dettati dalla propria forma di possessione e proseguire la successiva narrazione di confessione per continuarne la cura.

### Controllo degli individui e masturbazione
L'autore di concentra nella seconda parte delle lezioni sui sistemi di controllo e direzione delle coscienze, focalizzando sulle attenzioni poste dalla pastorale cattolica, dal sistema di confessione e di penitenza, ed infine sulla relazione ingannevole di potere e controllo sul bambino tra famiglia e Stato.
Il professore indivividua tre tecniche che ritiene principali metodi di lotta alla "possessione", che definisce i tre "grandi anticonvulsivi", utilizzati dalla Chiesa cattolica, ovvero:
- il moderatore interno, ovvero una moderazione stilistica nella confessione, guidata dal confessore, al fine di ridurre il rischio che l'individuo venisse con questa indotto ad amplificare e fissare la propria possessione ("effetti induttori"),
- transfert esterno (o esplosione del convulsivo), ovvero la cessione di tutti i casi estremi di possessione alla medicina psichiatrica, trasferendovi il potere di controllo,
- il controllo della sessualità tramite i sistemi di istruzione, basato sulla discrezione sull'argomento della sessualità e sull'architettura dei luoghi finalizzata a ottimizzare la sorveglianza sugli individui.

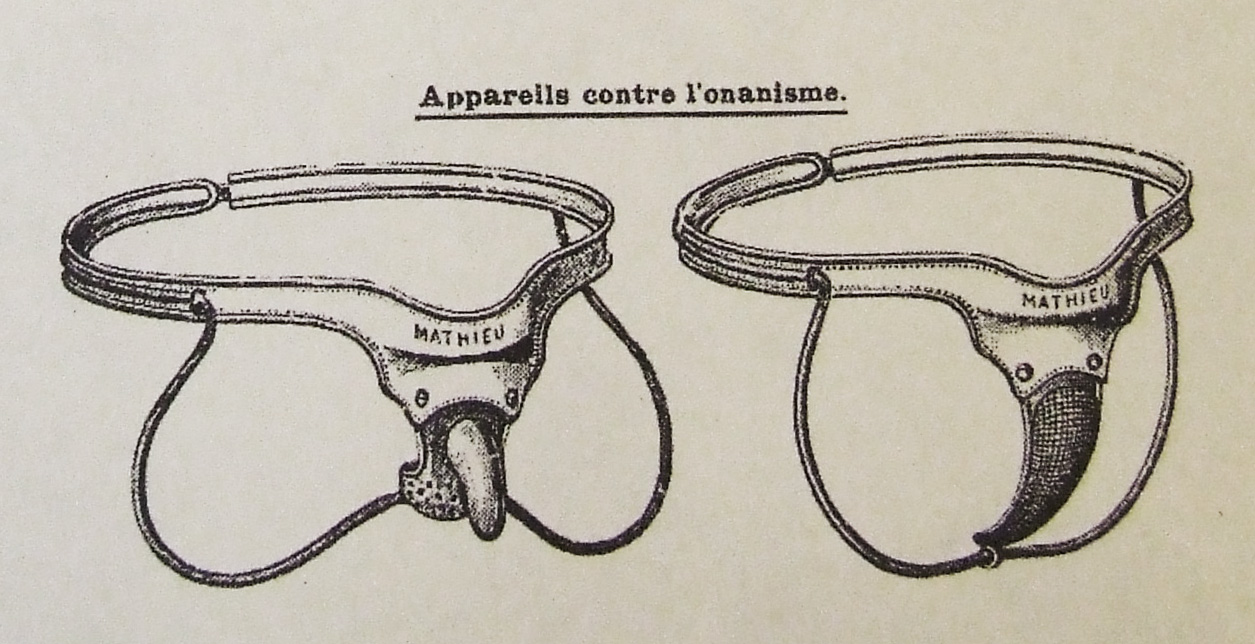
Esempi di corsetti per impedire la masturbazione

Foucault parla senza indugi di un "inganno" che lo Stato propone al cittadino genitore: alla famiglia viene concesso totale potere e controllo della sessualità del figlio – che tuttavia non è effettivamente controllabile – mentre allo stato viene ceduta la capacità fisica dell'individuo che verrà formato.
Vengono anche descritte le modalità di repressione della masturbazione nel bambino, che oltre che svolgersi con il controllo, le trappole e la presenza costante del genitore, si svolgeva anche con l'ausilio di strumenti e tecniche come:
- la cintura di Jalade-Laffonte, corsaletto di metallo per impedire la masturbazione maschile
- la canna di Wender, una canna svuotata parzialmente e fissata con una cintura
- gli altri sistemi come agopuntura, sistemi chimici, cauterizzazione e ablazione proposti e attuati dai medici Antoine Dubois, E. A. G. Graefe e L. Deslandes.

### L'incesto nella famiglia borghese, la mescolanza delle figure e la psichiatrizzaizione del piacere
Nelle lezioni conclusive Foucault propone l'analisi di un ulteriore ribaltamento della relazione desiderio di incesto figli-genitori nella famiglia borghese riportando come la psichiatria del XIX secolo proponga che il desiderio incestuoso provenga dal figlio, ed in seguito analizza casi di figure che compongono diverse caratteristiche già citate ed infine che che fanno emergere nuovi elementi di analisi muovendo dallo studio della psichiatrizzazione dell'istinto sessuale a quella del più generico istinto di ricerca del piacere.
Tra le figure di mescolanza viene riportato il caso di Charles Joy, operaio agricolo di semplici costumi che aveva violentato una ragazzina nel 1867, che rappresenta in una sola persona tanto "il piccolo masturbatore, il grande mostro e colui che resiste a tutte le discipline", in quanto nell'analisi dell'epoca è nuovo vedere piacere e istinto confondersi tra loro, cosìcche l'infantilità segni il tratto d'unione degli elementi di piacere-istinto-ritardo.
La psichiatrizzazione dell'istinto sessuale viene analizzata inizialmente attraverso l'approccio sistematico della Psychopathia sexualis di Heinrich Kaan del 1844 che tra i primi enumera le parafilie in onanismo, pederastia, omosessualità, necrofilia, zoofilia ed infine agalmatofilia (sessualità con le statue), per approdare poi al caso del soldato Bertrand, profanatore di tombe ed esempio di psichiatrizzazione dell'atto di soddisfare un piacere prodotto da un istinto legato ad una fantasia considerata aberrante, seppur non strettamente sessuale.

### Tesi sul problema centrale del potere della psichiatria
Foucault vede come tesi problematica delle sue lezioni, come "problema centrale della psichiatria", proprio il passaggio che avviene tra il 1850 e il 1870 con il superamento della psichiatria della scuola alienista, rappresentata da Pinel ed Esquirol, potere medico nato dalla necessità di curare la  "malattia" di tipo mentale, come "medicina propria della follia", alla nuova psichiatria concentrata sul comportamento e le sue anomalie appartenenti a tutti gli individui, indipendentemente dal trattamento di una eventuale malattia. Questa forma di "depatologizzazione" del soggetto e generalizzazione del problema dell'anomalia è avvenuto, secondo l'autore, proprio tramite l'individuazione del problema nell'infanzia, passaggio comune a tutti gli individui, ed è mirata a modificare i rapporti di potere, costituendosi come una tecnologia dell'anormale funzionale alla conservazione e difesa dell'ordine sociale dai pericoli interni, tendando di sostituirsi in parte anche alla giustizia e all'igiene.
La nuova psichiatria viene quindi vista dall'autore come generatrice di una forma di "razzismo contro l'anormale", riferendosi non al razzismo tradizionale, ovvero etnico, ma un razzismo "interno" che istituisce forme di comportamento sociale tese ad impedire il trasmettersi di difetti comportamentali dall'interno della società. Foucault afferma infine che le forme di razzismo del XX secolo, ovvero il neo-razzismo nazista, sono state generate dall'innesto del nuovo razzismo prodotto dalla psichiatria – contro connazionali disabili, minoranze anormali tra cui in primis i connazionali ebrei – sul razzismo tradizionale – contro le popolazioni straniere.

### Casi esemplari discussi

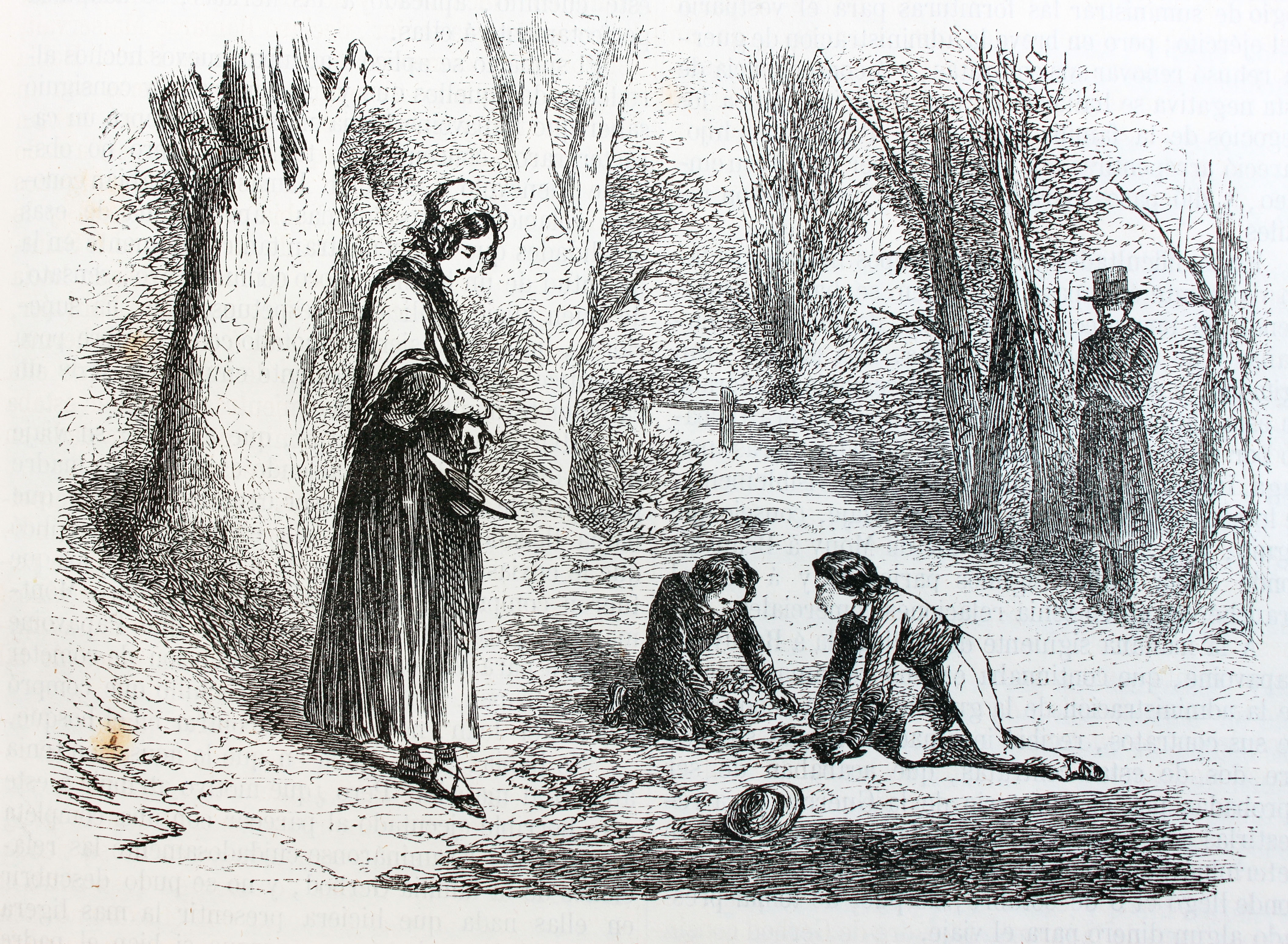
Rappresentazione d'epoca dell'infanticidio del caso Papavoine

Alcuni dei casi esemplari discussi nell'argomentaziome sono:
- Processo Goldman: il processo a Pierre Goldman, anarchico francese, si era svolto solo alcune settimane prima della lezione dell'8 gennaio 1975 e aveva avuto prodotto uno scandalo nell'istituzione giudiziaria. Foucault propone il processo come un esempio di fallimento dell'illegittimo ma consuetudinario uso dell'incertezza della giuria come motivo per attenuare la pena e non per invece prosciogliere l'indagato per insufficienza delle prove.[11]
- Balthasar Gérard: attentatore di Guglielmo I d'Orange, vittima di feroce tortura sotto la monarchia olandese.
- Caso della donna di Sélestat: donna che ne 1817 uccise la figlia per poi mangiarla, cotta con i cavoli bianchi.[12]
- Caso Papavoine: caso di un uomo che compì un doppio infanticidio nel 1825 a Bois de Vincennes, perché era convinto di aver riconosciuto nei due bambini che non conosceva i discendenti della famiglia reale, ovvero i figli di Carolina di Borbone-Due Sicilie.[13]
- Caso Henriette Corniere: esempio eccellente di crimine "non motivabile", in cui nel 1825 una domestica di Parigi che tagliò la gola della piccola di 18-19 mesi di cui si prendeva cura, e che al ritorno della madre avvisò che era morta e lanciò il corpo della vittima fuori dalla finestra, dopo averlo decapitato e alla domanda "Perchè?" dichiarò soltanto "Un'idea", ed in seguito "So che questo gesto merita la pena di morte".[14]
- Caso Maria Antonietta: rappresentante della tipologia del "mostro umano", Foucault riporta come fosse da diversi pamlhlet dell'epoca tacciata non solo di avidità ma anche di depravazione e incesto giá da bambina, descritta come iena, orchessa, femmina della tigre assetata di sangue e bestia feroce.[15]
- Caso Antoine Léger: pastore "la cui solitudine ridusse ad uno stato di natura", che uccise una giovane ragazza, la stuprò, tagliò i suoi organi sessuali e li mangió. Venne giudicato nel 1824.[16]
- Caso Marie Lemarcis o dell'ermafrodita di Rouen: Individuo inizialmente battezzato come Marie Lemarcis ed in seguito a transizione fisica e nell'abbigliamento, cambiò nome in Martin Lemarcis e sposò una vedova che già aveva tre figli. Fu vittima di una nota inchiesta giudiziaria.
- Caso dei diavoli di Loudun: riportato come esempio di possessione.
- Manuali di confessione di Louis Habert e Pierre Milhard.
- Caso Charles Jouy: operaio agricolo della regione di Nancy denunciato nel 1867 per aver violentato una giovane ragazza, Sophie Adam, inquadrabile secondo l'autore come esempio di "scemo del villaggio", persona marginalizzata e dotata di una tipica "sessualità infantile e campagnola" , dove la psichiatria dell'epoca – rappresentata in particolare da H. Bonnet e J. Bulard[11] – trova in questo oggetto di attenzione trasformando quello che era considerato "ordinario malcostume" in una nuova classe di anormalità.
- Caso del soldato Bertrand: soldato francese che da dal 1847 al 1849 usava profanare tombe, creando ghirlande con gli organi estratti dai cadaveri usando la baionetta, nonché oltraggiando sessualmente soprattutto i corpi femminili. Sebbene storicamente inquadrato come monomania distruttiva e anche erotica, viene presentato da Foucault come prima introduzione nella psichiatrica del concetto di "immaginazione e piacere" come fonte di aberrazioni a sé, dato che il caso mostrava come il soggetto compisse atti aberranti "contro" oggetti ormai inanimati e quindi non più soggetti tipici dell'istinto riproduttivo-sessuale, istinto che rappresenta solo l'esempio massimo tra quelli produttori di piacere.[17]

## Edizioni italiane
- Michel Foucault, Gli anormali. Corso al Collège de France (1974-1975), traduzione di Valerio Marchetti e Antonella Salomoni, Collezione Campi del sapere, Milano, Feltrinelli, 2000,  p. 322, ISBN 88-07-10294-3. - Collana UEF Saggi, Milano, Feltrinelli, 2009